# Delfine
Delfine o Delfina (en grec: Δελφύνη) és una criatura de la mitologia grega. Se la descriu com un monstre o un dragó amb llengua de serp. Algunes vegades se l’assimila a Pitó, però sovint és un monstre diferent. Va ser escollida per la seva mare Gea per a guardar la font prop de la qual hi havia l'antic Oracle de Delfos i en algunes històries està acompanyada d'un drac mascle (Pitó o Tifó). De vegades es compara a Equidna, un monstre amb cap i tors de dona i la part inferior de serp, que és consort de Tifó.
Una versió diferent explica que Delfine guardava els tendons de Zeus en una caverna de Cilícia arrencats per Tifó. Però Hermes i Pan van aconseguir eludir la seva vigilància i van tornar a Zeus la força dels seus tendons. Va ser morta per Apol·lo. El títol d'Apol·lo Delfini s'interpreta com per haver mort Delfina (o per mostrar als colonitzadors cretencs el camí cap Delfos muntat en un dofí).